# Dekeleja
Dekeleja (gr. Δεκέλεια) − starożytna wioska grecka w Attyce u stóp góry Parnitha, w połowie drogi z Aten do granicy z Beocją, na głównym szlaku wiodącym ku Eubei. W roku 413 p.n.e., w trakcie wojny peloponeskiej, Spartanie zajęli i ufortyfikowali to miejsce, zagrażając tym samym Atenom i odcinając dostawy towarów z północy.
Od tej pory obecność Spartan w Attyce przybrała stałą formę, podczas gdy uprzednio na zimę wracali do domu. Aż do zakończenia wojny w roku 404 p.n.e. patrole spartańskie zmuszały do wzmożonej czujności konnicę ateńską i utrudniały eksploatację kopalń srebra w okolicach Laurionu w południowej Attyce, ważnego źródła dochodów Aten. Tukidydes obliczał, że w tym okresie zbiegło z Aten do Dekelei 20 tysięcy niewolników, w tym wielu wykwalifikowanych rzemieślników.
Na pozostałości spartańskiej fortecy natrafiono w okolicach byłego pałacu królewskiego Tatoi w odległości ok. 20 km od centrum Aten (Tukidydes twierdził, że odległość była mniejsza − 5 km).